# Мезерницкий, Полиен Григорьевич
Полиен Григорьевич Мезерницкий   (1878—1943) — советский физиотерапевт, основоположник физиотерапии и курортологии в СССР, профессор (1913). Впервые применил для лечения больных искусственные радоновые ванны, дозиметрию при солнцелечении.
Отец Ю. П. Мезерницкого.

## Биография
Родился в 1878 году. В 1901 году окончил естественное отделение физико-математического факультета Санкт-Петербургского университета.  В университете под руководством профессора Николая Евгеньевича Введенского специализировался в области физиологии и биохимии. В 1906 году окончил Военно-медицинскую академию.
С 21 февраля 1906 года по 1 августа 1908 года преподавал географию в 1-м петербургском реальном училище.
В 1909 году защитил диссертацию, посвященную вопросам ксантиновым основаниям и их роли при атрофических циррозах печени.
С 1909 года работал в Париже у исследователей радиоактивности П. Кюри и М. Склодовской-Кюри, физиолога Ж.-А. д Арсонваля, Ф. Видаля; в клиниках Берлина, Лондона, Эдинбурга.
С 1913 года был профессором Военно-медицинской академии и, одновременно, заведующим терапевтическим отделением и рентгеновским кабинетом Военного госпиталя.
В 1920—1922 годах работал профессором факультетской клиники медицинского факультета в Тифлисе, консультантом курортного управления Абхазии. С 1922 по 1925 год работал директором госпитальной терапевтической клиники, заведовал кафедрой частной патологии и физиотерапии Бакинского университета.
В 1926 году под его руководством был создан биоклиматический отдел Ялтинского института туберкулеза. Долгое время работал научным руководителем Института климатологии и климатотерапии в Ялте.
С 1927 года Мезерницкий был директором Института физиотерапии и ортопедии Наркомздрава РСФСР и, одновременно, заведовал кафедрой физиотерапии медицинского факультета Московского университета.

## Научная деятельность
Область научных интересов П. Г. Мезерницкого — радиология, медицинская климатология, физиотерапия. Ученый изучал действие распада химического элемента радия на процессы синтеза, происходящие в живых организмах процессы, распад пуринов и пуриновых нуклеотидов (пуриновый обмен). Под его руководством проводилось изучение радиоактивности минеральных вод, лечение болезней кожи и эндокринной системы радоновыми ваннами и ингаляциями. При его участии в СССР была создана отечественная школа медицинской метеорологии. И былам предложена дозиметрия при солнцелечении, сконструированы приборы: пигментометр (1927), калорископ (1928) и бинокль (1928) для определения глубины проникновения солнечных лучей в кожу.
П. Г. Мезерницкий был основателем нескольких научных журналов.
В числе учеников Мезерницкого: А. Н. Обросов, И. А. Абрикосов и др.

### Сочинения
П. Г. Мезерницкий — автор около 150 научных работ, включая 6 монографий и учебников. В числе его работ:
- Ксантиновые основания, материалы к вопросу о роли их при атрофических циррозах печени, дисс. — СПб., 1909;
- Радий и его применение в терапевтической клинике. — СПб., 1912;
- Радиоэлементы (радий, торий-Х, мезоторий-Х и актиний) и их применение в практической медицине. — СПб., 1914;
- Физиотерапия. — СПб., 1916;
- Введение в аэро-гелиотерапию // Теория и практика гелиотер. и туб. больных, под ред. И. Д. Камышенко и др. — Ялта, 1932. — С. 5;
- Медицинская метеорология. — Ялта, 1934.